# Skuja Braden
Skuja Braden — это международное сотрудничество художниц Ингуны Скуи (латыш. Ingūna Skuja) и Мелиссы Брейден (англ. Melissa Braden). Они создают расписные скульптуры из фарфора.

## Биографии и образование
Скуя (1965 г.р.) и Брейден (1968 г.р.) впервые встретились в 1994 году в Университете Гумбольдта. Скуя родом из Латвии, а Брейден из Сакраменто, Калифорния. Скуя училась в Рижском колледже прикладного искусства и Латвийской академии художеств в Риге, Латвия, где получила степень бакалавра искусств по керамике в 1992 году, прежде чем поступить в Университет Гумбольдта на годовой курс по специальной программе обмена, созданной латвийско-американским профессором скульптуры Марисом Д. Бенсоном. Скуя получила степень магистра в 2011 году в Латвийской академии художеств. Брейден получила два диплома колледжа Сьерра в 1992 году и две степени бакалавра в 1997 году в Университете Гумбольдта по специальности живопись, скульптура и история искусства. Она училась на степень магистра кинопроизводства, когда в 1999 году поехала в Латвию, чтобы поступить в Латвийскую художественную академию. Ингуна Скуя и Мелисса Браден воссоединились в Латвии в 1999 году и начали совместную работу во время постановки своей выставки «Вот, Китти, Китти!», проходившей в галерее Čiris в Риге. У обоих художниц была отдельная карьера до начала сотрудничества. В настоящее время они проживают в Латвии.

## Творчество
Вся их работа представляет собой сочетание живописи и керамики, и они завершают все этапы совместного процесса создания своих произведений искусства вместе. Они начинают свой процесс с эскизов и вместе работают над деталями этих рисунков, прежде чем включить глину в работу. Они обе работают над дизайном, формой и окончательным украшением своих изделий.
В их работах упоминаются самые разные предметы, включая человеческие формы и лица, животных и сказки. Их работа и художественная философия охватывают многие темы, включая феминизм, буддизм и политику.